# Законы короля Альфреда

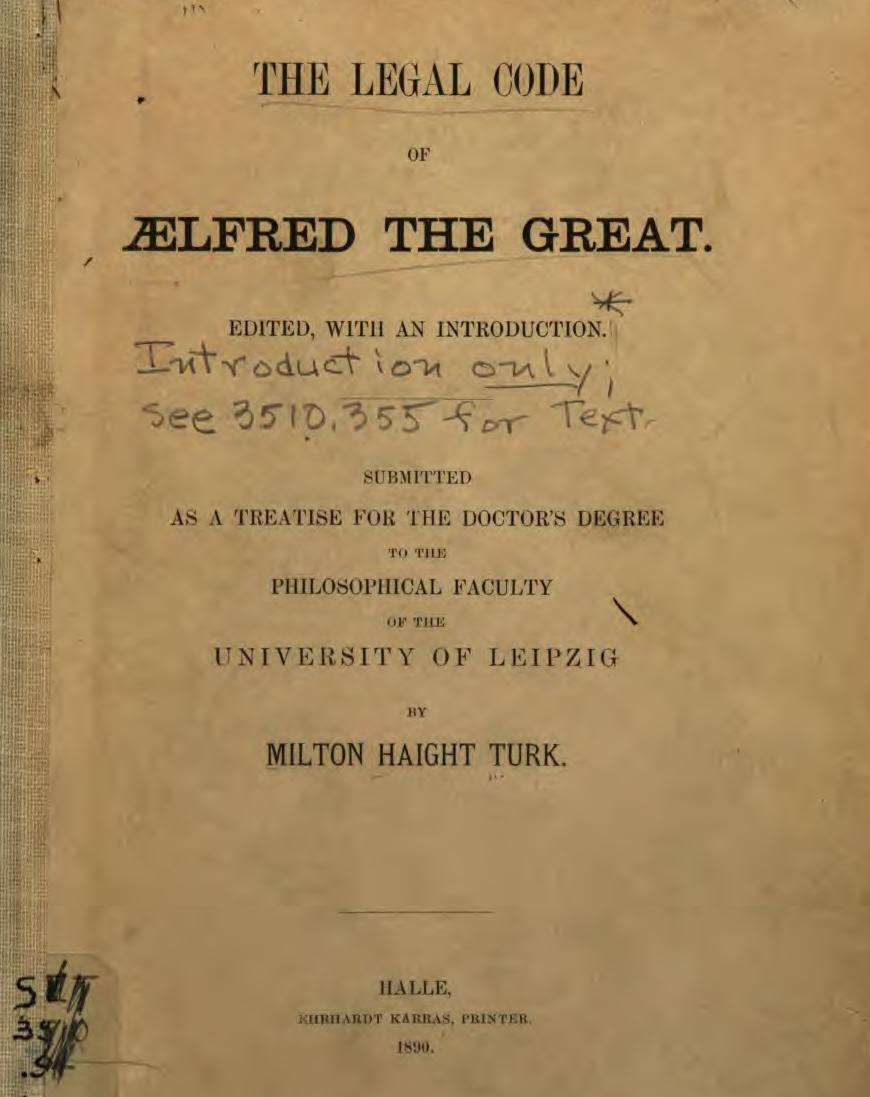
Титульный лист комментированного научного издания «Законов Альфреда Великого». Халле, 1890 г.

Законы короля Альфреда Великого (англ. Doom book, The laws of king Alfred the Great) — англосаксонский правовой сборник, составленный в конце IX в. и направленный на регулирование  правового положения церкви в обществе, а также вводивший штрафные санкции за нарушения закона.

## Альфред Великий
Альфред Великий (ок. 849—899/901) — король Уэссекса (871—899/901), первый из королей Уэссекса в официальных документах использовавший титул «король Англии».

## Законы короля Альфреда Великого
Законы короля Альфреда Великого (составлены в конце IX в.) были наиболее развиты и подробны в сравнении с законами королей этой эпохи. Также сборник получил название «Правда короля Альфреда».
По содержанию это был перечень статей от 1 до 42.6 статей. Некоторые статьи имели подпункты. Редко и случайно в законах было что-то затрагивающее семейный быт, семейные имущественные отношения, наследства. Важно, что законы Альфреда действовали во всех англосаксонских королевствах.
Мудрый подход короля в сборе законов заключался в использовании статей судебников, написанных ранее. Альфред Великий (IX в.) объяснял это так: «Не решился я предать записи большое количество собственных своих постановлений, ибо неизвестно мне, придутся ли они по душе тем, кто будет после нас».

## Особенности законов короля Альфреда
- На основании этих законов церковь обладала особыми привилегиями, вытекающими из королевского покровительства. Многие записи были направлены на регулирование положения церкви в обществе. Пример — неприкосновенное право убежища в церкви; преступления, связанные с нарушением церковных правил, напротив, карались вдвое строже.
- Второй особенностью было сохранение ранее установленной формы наказания — композиции (выкупа). Законы содержали перечни санкционированных королевской властью штрафов и выкупов за отдельные преступления и правонарушения — без определённой систематики. Так, за убийство мера наказания могла варьироваться от 1200 до 200 шиллингов (в зависимости от принадлежности к сословию).
- Третьей особенностью содержания законов было единение штрафов за имущественное преступление. За любую кражу был введён единый штраф. Внимание уделялось краже леса. Здесь штраф насчитывался за каждое вырубленное дерево.
- Четвёртой особенностью была попытка регулирования феодальных отношений. Так, теперь переход от одного покровителя к другому требовал разрешения первого. Принятие под покровительство чужих людей расценивалось как преступление.
- Пятой особенностью является предоставление судебной власти права самостоятельно вершить суд. Законы короля Альфреда практически не соприкасаются и не регламентируют деятельность судей.